# Nikita Stalnow
Nikita Serikowitsch Stalnow (geb. Umerbekow; russisch Никита Серикович Умербеков/Стальнов; * 14. September 1991 in Zelinograd, Kasachische SSR, Sowjetunion) ist ein  ehemaliger kasachischer Straßenradrennfahrer.
Stalnow gewann 2010 eine Etappe bei der Vuelta a la Independencia Nacional und 2012 der La Tropicale Amissa Bongo. 2015 legte er den Nachnamen seines Vaters ab und nahm den seiner Mutter an. Im Jahr 2016 wurde er Dritter der kasachischen Meisterschaften im Einzelzeitfahren.

## Erfolge
2010
- eine Etappe Vuelta a la Independencia Nacional

2012
- eine Etappe La Tropicale Amissa Bongo

2016
- Kasachische Meisterschaft – Einzelzeitfahren

2017
- Kasachische Meisterschaft – Einzelzeitfahren

## Grand-Tour-Platzierungen
| Grand Tour            | 2017 | 2018 |
| --------------------- | ---- | ---- |
| Giro d’ItaliaGiro     | –    | –    |
| Tour de FranceTour    | –    | –    |
| Vuelta a EspañaVuelta | 145  | 104  |

## Teams
- 2012 Continental Team Astana
- 2013 Continental Team Astana
- 2015 Seven Riders
- 2016 Astana City
- 2017 Astana Pro Team
- 2018 Astana Pro Team
- 2019 Astana Pro Team
- 2020 Astana Pro Team
- 2021 Astana-Premier Tech